# 東根郵便局
東根郵便局（ひがしねゆうびんきょく）は、山形県東根市にある郵便局。民営化前の分類では集配普通郵便局であった。

## 概要
住所：〒999-3799 山形県東根市三日町3-3-18

### 出張所（局外設置ATM）
管轄はゆうちょ銀行仙台支店。
- ヨークベニマル東根店内出張所
- イオン東根店内出張所

## 沿革
- 1874年（明治7年） - 東根郵便取扱所として開設[1]。
- 1875年（明治8年）1月1日 - 東根郵便局（五等）となる。
- 1885年（明治18年） - 貯金取扱を開始。
- 1890年（明治23年）7月16日 - 為替取扱を開始。
- 1900年（明治33年）1月16日 - 東根郵便電信局となる。
- 1903年（明治36年）4月1日 - 通信官署官制の施行に伴い東根郵便局となる。
- 1962年（昭和37年）6月1日 - 国際電報受付・配達および国内欧文電報受付・配達業務を山形電報局に移管[2]。
- 1967年（昭和42年）3月27日 - 小田島郵便局から和文電報配達事務を移管。
- 1967年（昭和42年）7月9日 - 電話交換および和文電報配達業務を東根電報電話局に移管。
- 1984年（昭和59年）10月15日 - 東根市東根から、同市六田に局舎を新築、移転。
- 1985年（昭和60年）5月13日 - 長瀞郵便局、東郷郵便局、神町郵便局から集配業務を移管。
- 1985年（昭和60年）8月26日 - 特定郵便局から普通郵便局に局種別改定。
- 1998年（平成10年）9月1日 - 外国通貨の両替および旅行小切手の売買に関する業務取扱を開始。
- 2007年（平成19年）10月1日 - 民営化に伴い、併設された郵便事業東根支店に一部業務を移管。
- 2012年（平成24年）10月1日 - 日本郵便株式会社発足に伴い、郵便事業東根支店を東根郵便局に統合。

## 取扱内容
- 郵便、印紙、ゆうパック、内容証明
- 貯金、為替、振替、振込、国際送金、国債、投資信託
- 生命保険、バイク自賠責保険、自動車保険
- ゆうちょ銀行ATM
- 東根市内（〒999-37xx）の集配業務
- ゆうゆう窓口

## 周辺
- 東根市立第一中学校
- 国道13号

## アクセス
- JR奥羽本線（山形線） 東根駅から徒歩約13分
- 山交バス 三日町停留所下車
- 東北中央自動車道 東根ICから北東へ約7km
- 駐車場あり：15台